# 欢天喜地七仙女
《欢天喜地七仙女》是2004年由中国大陆的深圳电视台、江西电视台与北京优赛环球文化艺术有限责任公司联合拍摄的一部38集大型古装神话电视连续剧。2004年7月中旬在山东无锡影视基地开拍，8月29日在江西仙女湖风景区举行开机仪式和实景拍摄，预计于2004年10月中旬杀青，2005年7月20日由上海电视台电视剧频道黄金档首播。
该剧是以《天仙配》与《搜神记》的故事背景与记载为基本架构而改编的神话电视剧，并颠覆了以往的悲剧结局，安排了一个大团圆的美好结局。整个故事以七仙女和董永的爱情为主线，并围绕这条主线展开其他六姐妹在人间的感情遭遇。该剧剧本改了四遍，给这个传统的爱情故事添加了许多幽默的内容，在演员的选择上也花了不少心思，七个仙女不但要漂亮而且还要脱俗。潘虹所饰演的王母娘娘突破了既定概念，变成了一位“慈母”式的人物。
本剧自2005年暑期开播以来，因受广大观众们的支持与喜爱，第二部正式命名为《天地姻缘七仙女》于2010年1月3日开机拍摄，由该剧中饰演大公主红儿的刘洋顶替杨若兮饰演女一号五仙女。

## 解说·概要
- 该剧经历了十二个月的拍摄与制作，总共耗资2100万人民币以及近500分钟的电脑特技而精心打造的大型神话电视剧，堪称神话剧中的《堂吉诃德》[10]。实际上演员的片酬只占不到30%，把节省的费用一方面用来制作道具和服装，一方面是制作了500分钟的电脑动画[17]。为了追求视觉上的惟美，在服装造型上请到了香港一流的造型师；而特技造型上由电影《大块头有大智慧》的特型师陈国雄来担当[12]。电脑三维动画的画面氛围接近于网络游戏《禹山2》[18]。
- 曾经执导过电视剧《创世纪》的香港导演—郑基成，因该剧组最后拖欠酬金，自行将北京优赛环球文化艺术有限责任公司和江西电视台告上法庭，经北京市第一中级人民法院的最终判决，令北京优赛环球文化艺术有限责任公司一次性将15万8000元人民币的酬金支付给郑基成，其次由江西电视台来承担此次责任，最终郑基成维权胜诉[19]。
- 根据制片方透露，潘虹所饰演的王母娘娘的戏服几乎每套造价都是过万元人民币[20][21]。
- 最初有传闻称郑国霖婉拒出演《神鵰俠侶》中的尹志平这个角色。在该剧剧组的印象中，董永是一个憨厚敦实的农夫，而该剧将这个角色重新设定为俊俏儒雅的帅哥。制片人在国内寻找这个合适的演员直到临近开机时，偶然看到郑国霖在《绝世双骄》中的“小江”的古装扮相，当场就决定请他来饰演董永。剧组为了表示诚意，让投资方请来之前与郑国霖有过愉快合作的香港著名造型师BOBO，全力为他打造具有灵气的深情董永，还专门为他度身修改剧情，敦促郑国霖推掉了另两部央视大戏的片约。[22][23]
- 上海裕隆文化传媒有限公司在2015年，得益于发行剧目《欢天喜地七仙女》的高覆盖普及度（其中：首播期间收视率6.90%、该题材连续8年在中央电视台及其他电视台播放、网络视频网站总点播数超6亿次）[24]。
- 2021年3月底，在该剧中饰演几位仙女的演员和饰演董永的郑国霖时隔十七年在综艺节目《王牌对王牌》第六季中重聚，唯独饰演七仙女的霍思燕缺席[25][26]。

## 剧情大纲
王母娘娘的小女儿·紫儿私自下凡与凡间男子·董永结为夫妻，在扫把星的揭穿下，王母震怒，便令天兵天将将紫儿强行捉拿归天，便打入了天牢；后来被剔除了仙骨贬下了凡间再度可以与自己心爱的董郎永不分离了。在人间紫儿与董永，以及董永的表哥·鱼日以靠织布卖布来维持生计，过着非常劳苦的生活；因此紫儿的姐姐们都陆续冒着私自下凡的危险来帮助他们……后来各自都在人间遭遇了各种坎坷以及感情的遭遇，歌颂了七个仙女姐妹的团结和亲情与人间的真情和正义。

## 角色介绍

### 主要人物
七仙女／紫儿
（饰：霍思燕）
玉帝与王母的七女儿，天庭的七公主，七仙女之末。外柔内刚，秀外惠中的紫色仙女。玉帝与王母最疼爱的小女儿。因为与姐姐们下凡到湖畔边游玩而巧遇董永，两人便一见钟情而私自留在了凡间。在一次蟠桃盛会中得到姐姐们的帮助而侥幸瞒过了王母，后遭扫把星设计陷害而导致被天兵强行捉回天庭受到天界的审判，在未判决之前被押入天牢等候处置。在众姐妹的帮助下，又顺利逃出了天牢，后被王母知道又再次捉回了天庭，后被判决剔除仙骨，贬下了凡间，再次与董永过上了相思相爱的生活。由于生活艰辛，她与董永以卖布为生，屡次遭到贾大人的陷害，在姐姐们的帮助下事事都将化险为夷。最终与阴蚀王决战之际，王母与众姐妹破解了七星连珠，将她恢复了仙籍与法力。护身法宝为佩戴在右手中指的紫色灵石。
董永
（饰：郑国霖）
家住董家村的青年男子，自幼失去双亲，与表哥相依为命。在仙女湖畔与紫儿相遇，便一见钟情，两人私定终生。
鱼日
（饰：吴樾）
董永的表哥，外表傻里傻气。自称是世上最聪明的人，最爱发明一些稀奇古怪的东西。当四公主下凡帮助董永洗清冤情，还将贾大人给赶出官府之后，鱼日对突然现身的四公主一见钟情。他骑着红马追随着飞离而去的四公主，并承诺他一定要娶她为妻。此后，他因为对四公主念念不忘从而落下了病根，把后来下凡的大公主误认为是四公主并深深地爱上了她，可大公主爱的却是食神。鱼日后来被食神和大公主的爱情所感动，为了成全他们，万念俱灰的他含泪喝下了食神给大公主的忘情水后便离家出走了。四公主碰巧躲在董永家外看到了这一切，并尾随鱼日而去。鱼日来到一座道观，给自己取了个法号叫“三忘”，于是他便在道观里当起了道士。不巧的是，被逐出官府的贾大人在道观里兴风作浪，他认出了鱼日，但是鱼日却把他给忘了。贾大人开始指使手下的道士屡次刁难于他，但在四公主的暗中帮助下，鱼日幸免于难。后来鱼日在中了贾大人的妖术后而昏迷不醒，为了拯救他的性命，四公主在扫把星的建议下以失去百日法力为代价，将自己的仙血注入到了鱼日的体内，鱼日在第二天又恢复了往日的活力，但是忘情水依然还在发挥作用。四公主、大公主和食神把鱼日接回了家，但鱼日始终还是想不起之前发生的一切事情，于是他们决定重现昔日的情景来将他的心结给解开。还没有完全恢复法力的四公主再次飞离而去，大公主和食神还有董永和七公主催促着鱼日，让他骑着马去追她，四公主在重现了散花的景象后由于体力不支，从空中缓缓跌落。鱼日见此情景，方才想起自己要娶的仙女就近在眼前。在之后的故事里，鱼日因为总是口无遮拦，所以经常被四公主揪耳朵。
大仙女／红儿
（饰：刘洋）
玉帝与王母的大女儿，天庭的大公主，七仙女之首。温文尔雅，贤良大方的红色仙女。在天庭与食神有着地下恋的关系。作为众姐妹中的老大，平时都非常照顾妹妹们。自从紫儿被贬下凡间后，受到了王母的命令而下界帮助紫儿改善生活，任务完成后便立即回转天庭。在扫把星的挑拨下红儿渐渐没有了回天庭的想法，后与食神一起瞒着天庭逗留在了凡间。护身法宝为佩戴在右手中指的红色灵石。
二仙女／橙儿
（饰：母丹）
玉帝与王母的二女儿，天庭的二公主，七仙女之次。冷艳逼人，武功高强的橙色仙女。在众姐妹中脾气最大性格也最固执，她一向遵守天规，总是站在王母的立场考虑事情，时常对姐妹们的所作所为表示反对和驳斥。每天早晨她都会去瑶池修炼，之前她不仅和三公主黄儿为了七妹的事斗武，还和四公主绿儿斗法戏弄鱼日，但都处于下风。当七妹被关进天牢后，她认为这一切都是董永害的，便私自下凡去杀掉董永，在她被董永的真诚感动后便以七妹剔掉仙骨活不过三年为理由来逼迫董永写下休书，后来被黄儿知道后，二人便在天牢里起了争执，不惜在天庭大打出手。五公主和六公主为了在瑶池采取金莲藕和鹤顶红，她们联手将二公主给药倒了。醒来后的二公主发现金莲藕和鹤顶红不在了之后，她将此事禀告了王母，于是她打算下凡去把五妹和六妹给带回天庭。后来，寻找在凡间走失的青儿之时邂逅了名捕黑鹰，并救了他的命。护身法宝为佩戴在右手中指的橙色灵石。
三仙女／黄儿
（饰：王晶）
玉帝与王母的三女儿，天庭的三公主，七仙女之三。性如烈火，疾恶如仇的黄色仙女。她的个性正直勇敢，做任何事一直坚持自己的立场，经常与人发生矛盾。在与二姐对立时的激斗中武艺明显比橙儿强。由于凡间大旱，需要在金枪阁拿到七妹的灵石才能使七妹避过灾难，在五妹和六妹的帮助下，黄儿在拿到灵石后便立即下了凡间。但是，看守灵石的金吒在发现六公主给了他假的王母手谕后，他紧追下凡，于是三公主便与金吒交起手来，但在打斗中为了避免凡间的兔子被金吒的金枪刺中而被金吒失手打断了两根仙骨。护身法宝为佩戴在右手中指的黄色灵石。
四仙女／绿儿
（饰：蒋欣）
玉帝与王母的四女儿，天庭的四公主，七仙女之四。足智多谋，机灵可爱的绿色仙女。她是众姐妹中最聪明伶俐的智多星也是法力最高强的仙女。护身法宝为佩戴在右手中指的墨绿色灵石。
五仙女／青儿
（饰：杨蕊）
玉帝与王母的五女儿，天庭的五公主，七仙女之五。自认美貌，喜美风清的青色仙女。她是天界中最美貌最漂亮的天仙，因为自己天生丽质所以一直背负着自以为是的孤独命运。护身法宝为佩戴在右手中指的靛青色灵石。
五公主在剧中是拥有最多服装的仙女，通常是以绿色和蓝色的混搭为基调，而耳饰和灵石则是以靛色为主色。在该剧片头题字出现前的抠图中，五公主和六公主被调换了位置；在第一集中，五公主穿的还是片头中深蓝色的那件礼服，不同的是头饰的颜色是明亮的青草绿。在大结局，五公主的铠甲是以靛青染料色为基调，并搭配了一双白色的靴子，和其他仙女有明显的差异。
六仙女／蓝儿
（饰：曹艳）
玉帝与王母的六女儿，天庭的六公主，七仙女之六。天真浪漫，文采非凡的蓝色仙女。除了七妹外蓝儿在众姐妹中是最小的，从小就很听姐姐们的话，姐姐们一直都很照顾她关心她，从而产生了强烈的依赖感，性格显得十分软弱胆小。在第一集中，四姐说她在天庭很少抛头露面，并提议让她去凡间找七妹，但在途中他遇到了在空中做飞行实验的鱼日，她把鱼日当成了妖怪，胆小怕事的她又返回到天庭，面对的则是姐姐们对她的指责。她的专属颜色为忧郁的蓝色，所以她对艺术很有天赋，经常写诗吟诗。护身法宝为佩戴在右手中指的水蓝色灵石。
- 在西游记中的七个仙女分别为红衣仙女、青[a]衣仙女、素[b]衣仙女、皂[c]衣仙女、紫衣仙女、黄衣仙女、绿衣仙女。

### 天庭角色
王母
（饰：潘虹）
太上老君
（饰：六小龄童）
赤脚大仙
（饰：姬麒麟）
托塔李天王
（饰：张立）
月老
（饰：马荣乐）
太白金星
（饰：刘禹佟）
金吒
（饰：吴健）
食神
（饰：刘东）
扫把星
（饰：刘波）
千里眼
（饰：孔庆三）
顺风耳
（饰：尚当生）
金甲天神
（饰：马捷）
木吒
（饰：陈庆）
雷神
（饰：付勇）
嫦娥
（饰：汤加丽）

### 人间角色
董永
(飾: 鄭國霖)
鱼日
(飾: 吴樾)
土地
（饰：宋文华）
贾大人
（饰：石天生）
马天龙
（饰：谢沅江）
柳宜宣
（饰：林江国）
黑鹰
（饰：张桐）
王爷
（饰：邵汶）
柳姐
（饰：何苗）
老族长
（饰：鲁继光）
春喜
（饰：孙玉娇）

### 反派角色
扫把星
（飾：刘波）
在天庭扫地的下仙。谁遇上他谁就倒霉，害得天庭要犯黑骨仙被赤脚大仙抓获并剔去仙骨，还故意在赤脚大仙和王母娘娘面前揭穿七公主下凡和董永成亲的真相，导致七公主被抓回天庭打入天牢，后被剃去仙骨。他不甘心自己是一个平庸的下仙，即使屡次向赤脚大仙和王母娘娘邀功讨好也不得人意，于是他被阴蚀王利用。阴蚀王让扫把星帮助他脱离禁锢，把其他公主都骗下凡间，并承诺等他统治三界后他会让扫把星成为上仙。之后，扫把星便以七公主在凡间受苦的理由说服王母娘娘，让她派大公主下凡去改善七公主在人间的生活，还盘算着如何把其他仙女也骗下凡。扫把星还收狗官贾大人为徒，将一些妖术传授给他，让他在凡间牵制下凡的公主并给她们制造麻烦，不让她们返回天庭。
扫把星用魔盒收了五公主和六公主后，由于他没有把她们抛入三山四海，这导致了阴蚀王的愤怒，于是阴蚀王抛弃了扫把星。醒悟的扫把星痛恨阴蚀王出尔反尔、过河拆桥，于是打算要报复他。后来他向二公主献计，在刑场上救下了王母娘娘，并把阴蚀王的死穴告诉了她们，还夺回了王母娘娘的权杖。故事最终，由于他将功抵过，王母娘娘对他不奖也不罚，继续让他在天庭扫地。在禁地里，阴蚀王的化身小厨神再次恳求扫把星放他出来，扫把星则无情地警告小厨神，他会紧紧地看守着他。
贾大人
（飾：天生）
本名叫贾似真。县衙的狗官，不仅鱼肉百姓，还贪财好色。为了得到春喜家的财产，打算将她娶过门。老族长为了春喜不被落入虎口，他请求董永娶春喜为妻，因为那时七公主紫儿已经被抓回了天庭。之后他和师爷密谋毒死了春喜，并把罪责嫁祸给董永，并利用问案之机调戏紫儿。紫儿的姐姐们从顺风耳处得知了紫儿的遭遇后，大姐决定让足智多谋的绿儿下凡去解决此次危机。绿儿救下了差点被贾大人灭口的药铺伙计，并施法将贾大人扔去了云南，随后绿儿变成了贾大人的模样，帮助董永翻了案，并把贾大人所有的罪责供述给了巡抚大人。贾大人好不容易从云南步行回来，却落了个“发配云南”的下场。之后贾大人遇到了扫把星，扫把星收他为徒，并教给他一些妖术，唆使他去报复董永。贾大人变成了董永的模样，并装扮成一个大和尚，在水井中下毒害死了乡亲，挑唆这一切都是董永这个妖孽所为。
小厨神
（饰：张伸）
阴蚀王的分身。外表是一个披着白色斗篷的小侏儒，阴森恐怖。
阴蚀王
（饰：修庆、丁同仓）
玉帝与王母的师弟。几万年前，为征服天庭、人间、地府这三界，曾与天庭发生一场天战，后被玉帝封印在无限黑暗的禁地里500万年。后因七仙女紫儿被剔除仙骨，贬下凡间，阴蚀王则突破了他的第一道封印。为了不使别人发现，则让自己的分身—小厨神在天庭里走动，还利用了一心想做上仙的扫把星，好让他帮助自己突破所有的封印。因自己的系数与七个仙女的受罚有关，所以让扫把星把七位仙女一一骗下凡间，永远不得回天，最后阴蚀王突破了所有的封印，逃到凡间，利用人力修建天罡湖，好让自己躲在湖底潜心修炼，筹备自己的复仇大计，还杀死了来天罡湖围剿自己的赤脚大仙，可见阴蚀王法力了得。后来阴蚀王无人能敌，王母只好亲自下凡除掉阴蚀王，最终王母上了阴蚀王的诡计，被阴蚀王夺走了权杖，消去了法力，让王母流落凡间，吃苦受难。只要七位仙女还存在，威胁随时会降临，阴蚀王便准备了七个魔盒给扫把星，让扫把星把七位仙女收入魔盒中，然后把魔盒分抛在三山四海中，永远不能团聚，最终随着扫把星的背叛，阴蚀王所有的计划都一一失败。成魔了的阴蚀王带着王母的权杖攻打天庭，与天兵天将交起战来，最后被拯救的七位仙女连起手来将阴蚀王成功捕获了。

## 剧中用语
灵石
七位仙女右手中指所佩带的宝石。灵石乃是七位仙女法力的源泉，失去灵石的仙女将法力全失。
七星连珠
王母娘娘的法宝。由天庭众仙的发须串连而成，上面镶嵌着七颗宝珠，代表着王母七个女儿的宝石。具有使仙女立即恢复神籍与法力的奇特力量。
金莲藕&鹤顶红
瑶池莲花池里的金莲藕与看守金莲藕鹤王头顶的剧毒鹤顶红。青儿与蓝儿受紅兒之托盗取给麒麟子帮助金吒造接断臂与还魂之用。

## 剧组职员表
- 出品人：杨国钧、黄晔明、肖岗、黄枫
- 总监制：杨松、刘明、伊珊
- 制片人：高德欣、辜建刚、段未名、赵毅
- 执行制片人：贾二宏、六毛
- 编剧：费颖丽、庸人、张莹、刘毅、高志文
- 文学编辑：陈志荣
- 美术：刑延荣
- 剧照：孟戚戚
- 剪辑：张津、刘华
- 动画特技主任：杨雨
- 动画特技师：郭波、马翔、王健、张海政、曲斯强、王昆、卡莉、王飞、李蒙
- 片头片尾制作：黑白映画传播
- 总导演：徐文雁
- 导演：江天、陈咏歌
- 摄像：黄翔、陈雨洲
- 美术指导：刘兵
- 动画特技总监：徐明珍
- 音乐出品：陈彤音乐工作室
- 法律顾问：田牧
- 制作主任：杨俊恒
- 特别鸣谢：江西新余市仙女湖风景名胜区委
- 鸣谢：北京腾龙影视、浙江新昌影视之家、浙江新昌富豪大酒店
- 协拍单位：东阳市海纳环球影业有限公司、永和广告有限责任公司
- 荣誉出品单位：上海东派广告有限公司、东阳市海纳环球影业有限公司
- 联合拍摄单位：河北电视台、江西电视台、深圳电视台、四川电视台、无埸中视股份、北京优赛环球文化艺术有限责任公司
- 出品单位：江西电视台、北京优赛环球文化艺术有限责任公司

## 主题歌
片头曲
《我不是神仙》
作词：时勇、陈彤、肖岗／作曲：陈彤／演唱：尹相杰
片尾曲
《人生如梦》
作词：时勇、陈彤／作曲：陈彤／演唱：谭晶

## 商品发行
图书
- 官方四格漫画《欢天喜地七仙女》（编绘：郭乐、2010年5月1日发行、北方妇女儿童出版社）ISBN 978-7-5385-4414-5

VCD
- 《欢天喜地七仙女 I》（24碟装 1-24集、美辰文化荣誉出品 / 汕头海洋音像出版社出版）ISRC CN-F17-05-0164-0/V.J9
- 《欢天喜地七仙女 II》（20碟装 25-44集、美辰文化荣誉出品 / 汕头海洋音像出版社出版）ISRC CN-F17-05-0164-0/V.J9
  - 电视版为38集，VCD影碟版为44集。